# Chojna
Chojna [ˈxɔɪ̯na] (tyska och äldre svenska: Königsberg in der Neumark) är en stad i nordvästra Polen, belägen i distriktet Powiat gryfiński i Västpommerns vojvodskap i nordvästra Polen, omkring 60 kilometer söder om Szczecin. Tätorten hade 7 376 invånare år 2014 och är centralort i en stads- och landskommun, Gmina Chojna, med sammanlagt 13 964 invånare samma år.

## Geografi
Staden ligger vid Rurzyca, en mindre biflod till Oder, i det historiska landskapet Neumark. Närmaste större stad är Szczecin, 60 kilometer norrut.

## Historia
Från 900-talet låg en slavisk befästning och handelsplats i orten, som omväxlande tillhörde hertigdömet Pommern och Polen. Hertigen Barnim I av Pommern gav orten stadsrättigheter på 1200-talet.
Namnet Konigesberge på staden omnämns första gången i skriftliga källor 1244, vilket med tiden blev till Königsberg, stadens tyska namn. På tyska användes tillnamnet "in der Neumark" för att särskilja staden från den större staden Königsberg i Ostpreussen , dagens Kaliningrad och den mindre staden Königsberg in Bayern. År 1267 kom staden i markgrevskapet Brandenburgs ägo. Den ursprungliga Mariakyrkan omnämns första gången 1282 och under 1200-talet och 1300-talet uppfördes även stadens augustinerkloster, rådhuset och stadsmuren. 

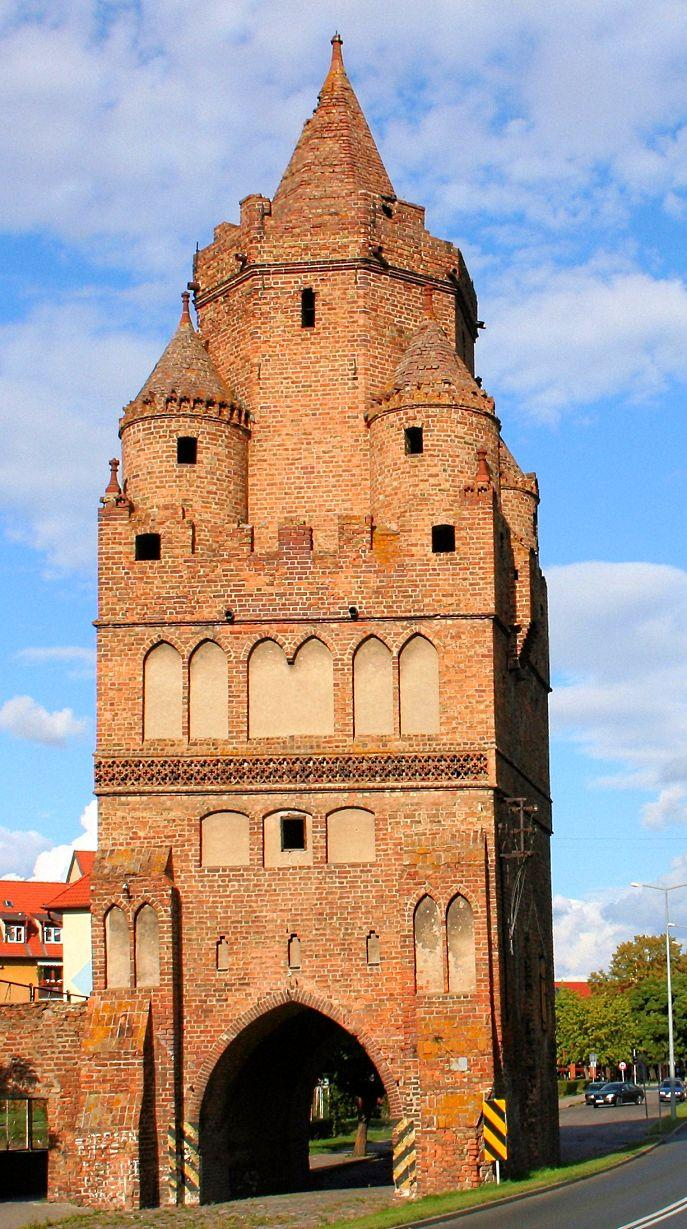
Stadsporten Brama Świecka.

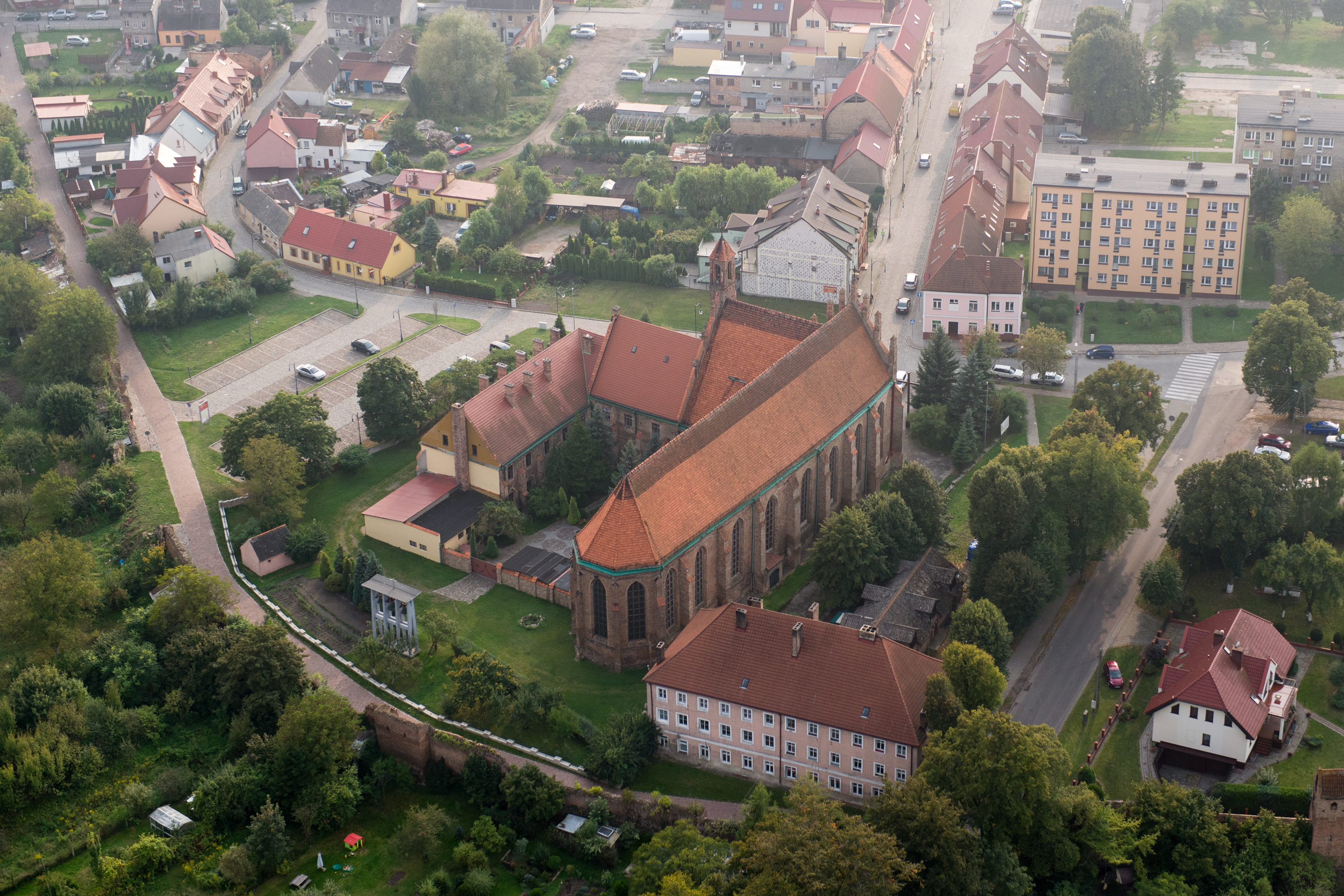
Augustinerklostret

Staden var i perioder förvaltningssäte för landskapet Neumark i Brandenburg. Under perioden 1402-1454 tillhörde staden Tyska orden, och under denna period uppfördes den nuvarande Mariakyrkan och rådhuset, som räknas till de viktigaste bevarade byggnadsverken i gotik i Neumark. 1433 utstod staden en kortare belägring av husiterna. Efter 1454 blev staden åter brandenburgsk.
Under trettioåriga kriget ockuperades staden av både den kejserliga och den svenska armén, och omkring hälften av stadens hus förstördes i kriget. Mariakyrkans torn förstördes 1682 i ett blixtnedslag och ersattes 1692 med ett torn i barockstil. Detta torn ersattes i sin tur med ett torn i nygotik på 1800-talet. Från 1701 blev staden tillsammans med Brandenburg del av kungadömet Preussen, från 1871 även del av det tyska kejsardömet. Staden var från 1809 säte för Kreis Königsberg in der Neumark och 1877 anslöts staden till det preussiska järnvägsnätet.
I Chojna fanns under tidigt 1900-tal ett Gustav II Adolf-monument, rest av Föreningen för svenskhetens bevarande i utlandet..
Luftwaffe hade en flygflottilj i staden under andra världskriget 1939-1945. Stadens borgmästare Kurt Flöter dömdes till döden av en SS-krigsrätt 4 februari 1945, för att ha utrymt staden utan order från högre ort, och samma dag intogs staden av Röda armén. Den gamla stadskärnan förstördes till 80 procent i striderna, och Mariakyrkan och rådhuset förstördes till grunden. 
Efter fredsslutet 1945 och Potsdamöverenskommelsen, som ledde till att staden nu blev del av Polen, tvångsförflyttades den tysktalande delen av befolkningen västerut till dagens Tyskland. Staden kallades under åren 1945-1946 först Władysławsko och sedan Królewiec innan det nuvarande namnet Chojna officiellt beslutades 1946. Området återbefolkades under decennierna efter kriget av huvudsakligen polsktalande invånare från de tidigare polska områdena i Sovjetunionen, och stadskärnan domineras idag av bebyggelse från efterkrigstiden. Det medeltida rådhuset återuppfördes 1977-1986 och är idag stadens kulturhus. Även det medeltida klostret har rekonstruerats. Sedan 1994 pågår ett polskt-tyskt rekonstruktionsprojekt av Mariakyrkan. Efter den polske påven Johannes Paulus II:s död 2005 invigdes ett monument över honom framför Mariakyrkan.

## Kultur och sevärdheter

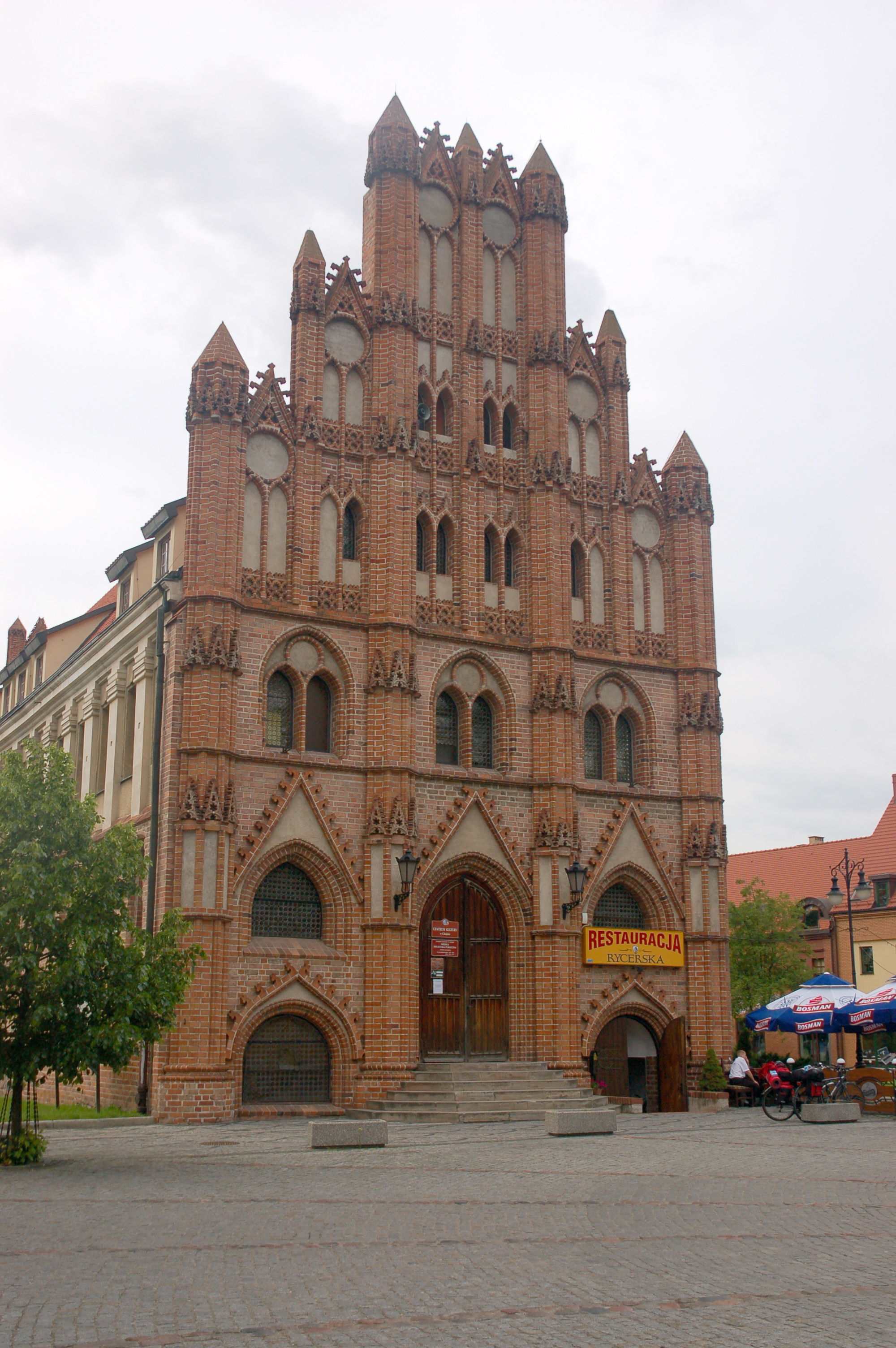
Rådhuset

- Rådhuset i tegelgotik, uppfört omkring år 1400 av byggmästaren Hinrich Brunsberg. Det förstördes 1945 och återuppbyggdes 1986. Sedan dess fungerar det som stadens kulturhus.
- Mariakyrkan uppfördes från 1389 av byggmästaren Brunsberg. Det 102 meter höga tornet i nygotik uppfördes 1854 till 1861 enligt ritningar av arkitekten Friedrich August Stüler. Efter att kyrkan förstörts i andra världskriget påbörjades återuppbyggnaden 1994 som ett tyskt-polskt samarbetsprojekt. 1997 färdigställdes mittskeppets tak och 2003 avslutades tornets tak.
- Augustinerklostret, grundat 1290, förstört under andra världskriget och rekonstruerat under efterkrigstiden.
- Rester av stadsmuren från 1200-talet och 1300-talet, med två porttorn.
- Ruinen av S:a Gertrud-kapellet
- Minnesmärket över Johannes Paulus II vid Mariakyrkan.

## Kommunikationer

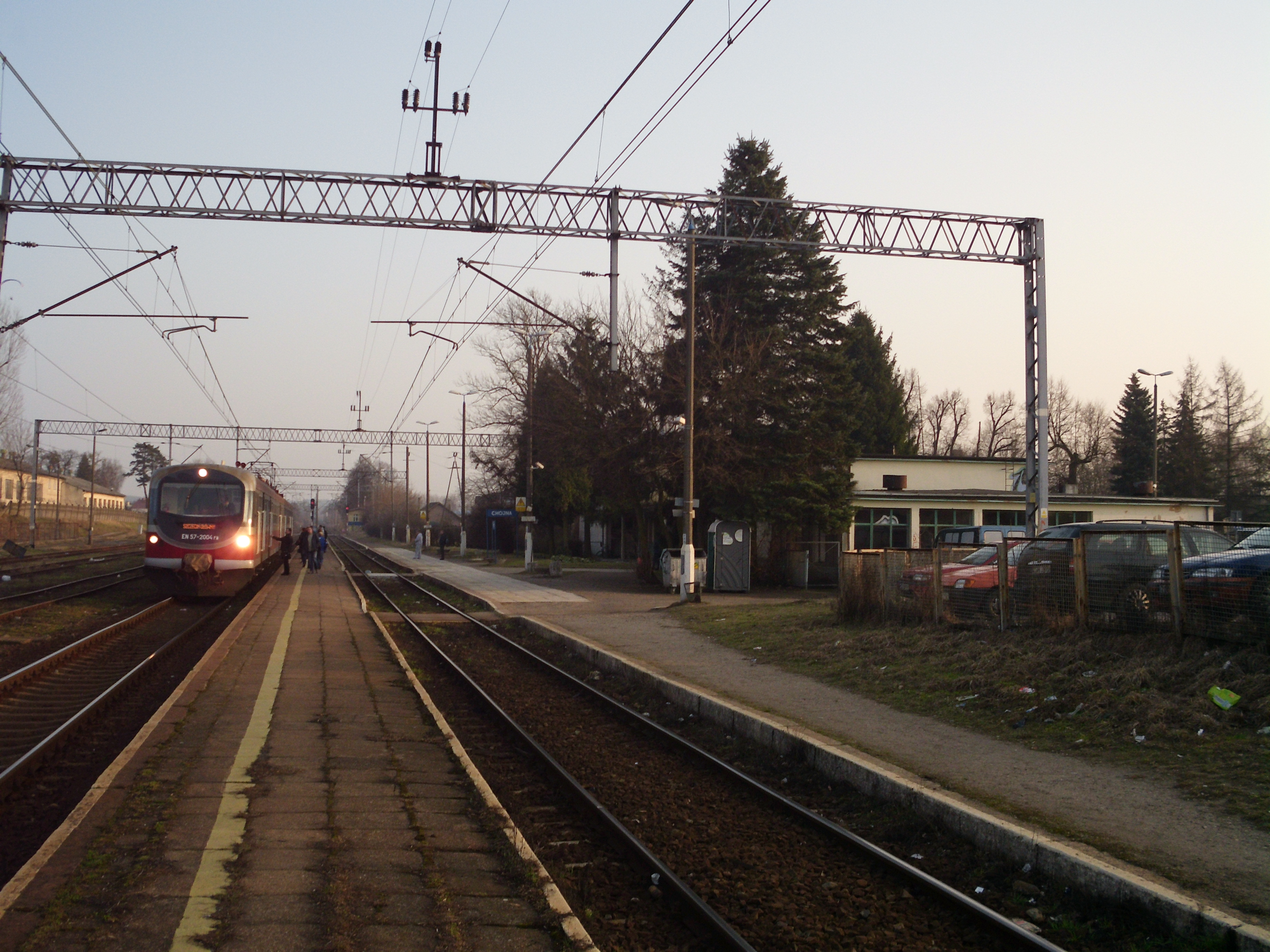
Järnvägsstationen

Genom staden passerar de nationella vägarna DK 26 (Krajnik Dolny - Myślibórz - Renice) samt DK 31 (Szczecin - Słubice) och de regionala vägarna DW 122 och DW 124. I närheten av staden finns gränsövergångar över till orterna Hohenwutzen och Schwedt i Tyskland.
Stadens järnvägsstation trafikeras av PKP på linjen Szczecin – Kostrzyn nad Odrą – Wrocław. Den tidigare järnvägen västerut mot Berlin via Wriezen är idag helt nedlagd på den polska sidan av gränsen.
De närmaste internationella flygplatserna finns i Szczecin-Goleniów och Berlin.

## Kända invånare
Den i Sverige kända musikersläkten Berwald var under 1600-talet och 1700-talet verksamma som kyrkomusiker i staden.
- Daniel Berwald (1638-1691), musiker.
- Johann Friedrich Berwald (1711-1789), flöjtist.
- Johann Gottfried Berwald, d.ä. (1679-1732), musiker.
- Carl Krebs (1857-1937), musikhistoriker.
- Adalbert Kuhn (1812-1881), lingvist.
- Albert von Levetzow (1828-1903), konservativ politiker.